# Ekogenetika
Ekogenetika je obor na pomezí ekologie a genetiky, který se zabývá geneticky podmíněnou vnímavostí jedinců vůči určitým faktorům vnějšího prostředí. Odlišná vnímavost jednotlivých osob(tvorů) je dána polymorfismem různých genů.

## Genetický polymorfismus
Za geneticky polymorfní je považován znak s nejméně dvěma geneticky podmíněnými variantami v jedné populaci, které se nachází v takových frekvencích, že i ta vzácnější má frekvenci alespoň 1%.

## Další využití
Zejména ve zdravotnictví.